# Fatma (córka Ahmeda I)
Fatima, Fatma  (ur. 1606, zm. 1670) - osmańska księżniczka, córka sułtana Ahmeda I oraz jego ulubionej żony, Kösem. Siostra sułtanów: Ibrahima I oraz Murada IV. 
Jest znana z wielu małżeństw politycznych. 

## Życiorys
Fatma urodziła się w 1606 roku w Stambule, jako córka Kösem i Ahmeda. 13 lipca 1620 roku wyszła za mąż za Kara Mustafę Paszę, małżeństwo trwało krótko, ponad 2 lata. Później Fatma wychodziła za mąż jeszcze ok. sześciu razy za:
- Çatalcalı Hasana Paszę (1629 - 1631),
- Kanbur Mustafę Paszę (1632 - 2 lipca 1636),
- Hoca Yusufa Paszę (? - 1637),
- Maksuda Paszę (? - 1644),
- Melek Ahmeda Paszę, który został zmuszony do małżeństwa z ówcześnie 56-letnią sułtanką Fatmą (Ahmed Pasza wcześniej był mężem Kayi, córki Murada IV).
- Mustafę Ağę (od 1665).

Zmarła w 1670 roku w Stambule.